# Cronologia di Alien

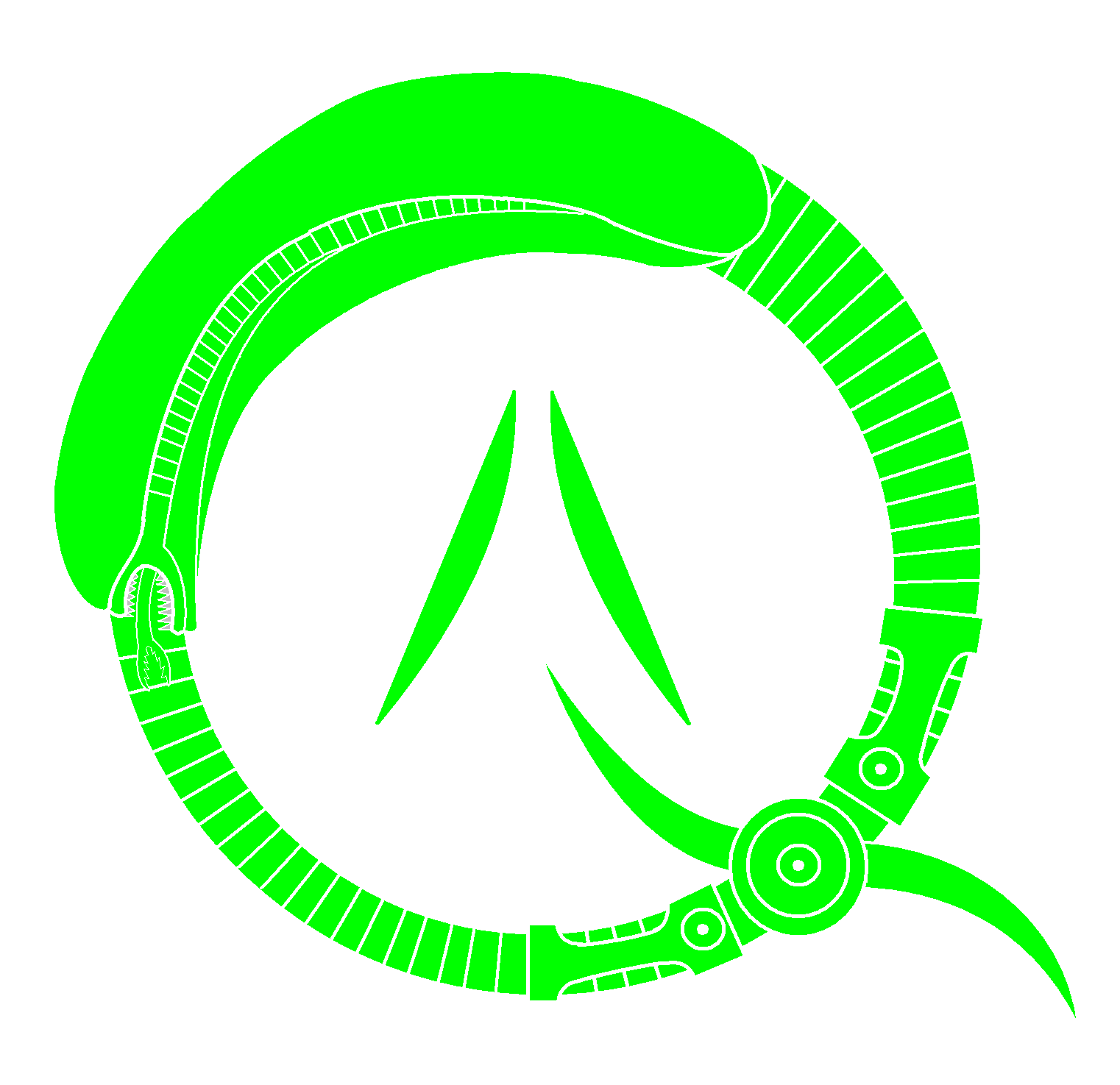
Logo della serie Alien

La seguente voce parla degli avvenimenti della saga di Alien.
Alcune di queste date non sono rivelate apertamente nei film della serie, ma sono dedotte da alcune affermazioni presenti nella saga. Va segnalato che non esiste una vera e propria canonicità nel franchise. Solitamente si considerano canonici solamente i quattro film della saga mentre fumetti vari e videogiochi, nonché gli spin-off e lo pseudo prequel, non sono da considerarsi canonici perché in contraddizione con quanto narrato nei quattro film principali. Tuttavia, per realizzare questa cronologia sono stati presi in considerazione anche elementi del franchise (fumetti, film, videogame, spin-off e prequel).

## Avanti Cristo

### Date sconosciute
| Anno          | Eventi | Note       |
| ------------- | --- | ---------- |
| 3.200.000.000 | Su un pianeta imprecisato, un Ingegnere ingerisce una sostanza sconosciuta dopodiché il suo corpo comincia a dissolversi ed egli precipita da una cascata. Sott'acqua il suo corpo disgregato si ricompatta in un nuovo DNA. | Prometheus |

## Dopo Cristo

### Ca. I secolo
| Anno        | Eventi | Note  |
| ----------- | --- | ----- |
| Sconosciuto | Gli Ingegneri stabiliscono un avamposto sulla luna LV-223, costruiscono un tempio ed iniziano a progettare un piano per sterminare l'umanità usando come arma un agente patogeno noto come "Chemical A0-3959X.91 – 15". Qualcosa va storto nei loro esperimenti e vengono quasi tutti uccisi da qualcosa non identificato. Quattro Ingegneri sopravvissuti si rifugiano all'interno della loro astronave e si mettono in stato di ipersonno, tuttavia solo uno di essi sopravviverà. | [ 2 ] |

### XX secolo

#### Anni '90
| Anno | Eventi | Note  |
| ---- | --- | ----- |
| 1990 | 1 ottobre: Nasce a Mumbai, in India, Peter Weyland, figlio di un ingegnere autoistruito ed una professoressa di mitologia comparativa dell'università di Oxford. | [ 1 ] |

### XXI secolo

#### Anni '10
| Anno | Eventi | Note        |
| ---- | --- | ----------- |
| 2012 | 11 ottobre: Viene fondata la Weyland Corporation. | [ 1 ] [ 3 ] |
| 2015 | 27 marzo: La Weyland Corp lancia la prima missione spaziale industrializzata per installare pannelli solari che si allineano e si muovono in piano orbitale della Terra, ma ad una inclinazione assiale imitando così un solstizio d'estate perpetuo. L'energia rinnovabile raccolta nei mesi successivi a questa spedizione fa guadagnare a Peter Weyland il suo primo miliardo. | [ 1 ] [ 3 ] |
| 2015 | 30 giugno: Dopo il successo ottenuto con i pannelli solari, la Weyland Corp riceve finanziamenti da parte di un trio di grandi società di capitali. | [ 1 ] [ 3 ] |
| 2016 | 17 luglio: Peter Weyland viene nominato baronetto. | [ 1 ] [ 3 ] |
| 2017 | 10 dicembre: Sir Peter Weyland riceve il Premio Nobel per la scienza per il suo straordinario lavoro atmosferico sopra la calotta polare. | [ 1 ] [ 3 ] |
| 2017 | 19 dicembre: Sir Peter Weyland acquista i diritti d'autore della tecnologia sviluppata dal Progetto Prometheus della NASA. | [ 1 ] [ 3 ] |

#### Anni '20
| Anno | Eventi | Note        |
| ---- | --- | ----------- |
| 2022 | 1 giugno: Gli scienziati della Divisione salute della Weyland Corp sviluppano una cura contro il cancro.                           | [ 3 ] [ 4 ] |
| 2023 | 4 febbraio: Sir Peter Weyland riceve il Premio Nobel per la medicina per la sua cura contro il cancro.                             | [ 3 ]       |
| 2025 | 7 gennaio: La Weyland Corp realizza il primo androide di tipo David.                                                               | [ 1 ] [ 3 ] |
| 2025 | La società giapponese Yutani Corporation intenta una causa contro la Weyland Corp circa il brevetto della serie di androidi David. | [ 1 ]       |
| 2026 | 18 novembre: Weyland privatizza la missione Kepler della NASA ed aumenta il suo finanziamento di dieci volte.                      | [ 1 ] [ 3 ] |
| 2026 | Entro la fine dell'anno vengono scoperti più di 6.546 pianeti bio-compatibili.                                                     | [ 1 ] [ 3 ] |
| 2029 | 12 dicembre: Dopo anni di contenzioso, Weyland vince la causa sui brevetti dell'androide David contro la Yutani Corporation.       | [ 1 ] [ 3 ] |

#### Anni '30
| Anno | Eventi | Note        |
| ---- | --- | ----------- |
| 2031 | 10 agosto: Comincia la terraformazione della Luna. | [ 1 ] [ 3 ] |
| 2032 | Weyland acquista le multinazionali Northrop Grumman, Boeing, BAE Systems e Lockheed Martin, specializzate nella difesa, sicurezza e tecnologia aerospaziali.                                                  | [ 1 ] [ 3 ] |
| 2034 | L'astronave Heliades della Weyland Corp diventa il primo veicolo spaziale pilotabile dall'uomo. | [ 1 ]       |
| 2039 | 14 maggio: Gli astronomi della Weyland Corp scoprono molteplici lune ed un pianeta con gli anelli in grado di sostenere la vita appena fuori dal sistema stellare Zeta2 Reticuli.                             | [ 1 ] [ 3 ] |
| 2039 | 28 maggio: Usando il processore atmosferico della Weyland, un ambiente funzionale e traspirante è prodotto sul pianeta GJ 667Cc aprendo la strada per ulteriori attività di terraformazione su altri pianeti. | [ 1 ] [ 3 ] |
| 203? | Le Weyland Industries acquistano la Yutani Corporation, formando così la Weyland-Yutani Corporation. |             |

#### Anni '40
| Anno | Eventi                                                                                   | Note        |
| ---- | ---------------------------------------------------------------------------------------- | ----------- |
| 2042 | 1 aprile: David 4 diventa il primo modello commerciale degli androidi della serie David. | [ 1 ] [ 3 ] |

#### Anni '50
| Anno | Eventi                                                      | Note  |
| ---- | ----------------------------------------------------------- | ----- |
| 2051 | Nasce Idris Janek.                                          | [ 5 ] |
| 2055 | Nasce Emun Chance.                                          | [ 6 ] |
| 2057 | 29 giugno: Nasce Meredith Vickers, figlia di Peter Weyland. |       |
| 2058 | 7 agosto: Nasce Charlie Holloway.                           |       |

#### Anni '60
| Anno | Eventi | Note        |
| ---- | --- | ----------- |
| 2061 | Nasce Elizabeth Shaw. | [ 5 ]       |
| 2065 | 23 giugno: A Washington viene costruita la "Sir Peter Weyland Memorial Library". | [ 1 ] [ 3 ] |
| 2068 | 6 luglio: La Weyland Corp crea la settima generazione degli androidi David. Questa generazione è in grado di replicare accuratamente la maggior parte delle emozioni umane e raggiungere tutti gli obiettivi dei compiti che gli vengono assegnati. | [ 1 ] [ 3 ] |
| 2069 | 13 luglio: Nasce a Houston, in Texas, Samuel Brett. | [ 7 ]       |

#### Anni '70
| Anno | Eventi                                                                  | Note  |
| ---- | ----------------------------------------------------------------------- | ----- |
| 2072 | Viene costruita l'astronave USCSS Prometheus.                           |       |
| 2073 | Estate: Ha luogo il viaggio inaugurale dell'astronave USCSS Prometheus. |       |
| 2074 | 5 giugno: Viene messo in commercio David 8.                             | [ 6 ] |
| 2075 | 27 febbraio: Nasce a Wolf Point, nel Montana, Arthur Dallas.            | [ 7 ] |

#### Anni '80
| Anno | Eventi | Note       |
| ---- | --- | ---------- |
| 2080 | 4 febbraio: Nasce a San Diego, in California, Dennis Parker. | [ 7 ]      |
| 2083 | 20 aprile: Nasce a Borehamwood, nel Regno Unito, Gilbert Kane. | [ 7 ]      |
| 2089 | Sull'isola di Skye, in Scozia, gli archeologi Elizabeth Shaw e Charlie Holloway scoprono sulla parete di una grotta una mappa stellare dipinta, pari a quella di molte altre culture antiche non collegate. I due interpretano questa mappa come un invito da parte degli "Ingegneri". | Prometheus |

#### Anni '90
| Anno | Eventi | Note                                     |
| ---- | --- | ---------------------------------------- |
| 2090 | Giugno: Viene creato David, androide di tipo "David 8", che dovrà lavorare a bordo della USCSS Prometheus. | [ 6 ]                                    |
| 2091 | La USCSS Prometheus diventa ufficialmente una nave spaziale commerciale degli Stati Uniti. |                                          |
| 2091 | La USCSS Prometheus inizia il suo viaggio verso la luna LV-223 nel sistema stellare Zeta2 Reticuli in cerca degli Ingegneri, i creatori dell'umanità. | Prometheus                               |
| 2092 | 7 gennaio: Ad Olympia, sulla Luna, nasce Ellen Louise Ripley. | [ 7 ]                                    |
| 2093 | 7 novembre: Nell'Ontario, in Canada, nasce Joan Marie Lambert. | [ 7 ]                                    |
| 2093 | 25 dicembre: La USCSS Prometheus raggiunge la luna LV-223 ed atterra nei pressi di una grande struttura, all'interno della quale l'equipaggio rinviene i cadaveri di diversi Ingegneri. All'interno della struttura aliena, l'androide David trova una sala piena di cilindri di pietra contenenti un viscoso liquido nero e ne preleva uno. All'interno della Prometheus David preleva un campione del liquido nero e lo fa ingerire, a sua insaputa, ad Holloway, il quale ha più tardi un rapporto sessuale con la dottoressa Shaw. Nel mausoleo alieno una piccola creatura nata dalla mutazione di un verme alieno entrato in contatto con il liquido nero attacca Millburn e Fifield rimasti all'interno della struttura. | Prometheus                               |
| 2093 | 26 dicembre: Tornati nella struttura aliena il gruppo scopre il cadavere di Millburn. David scopre in una sala di controllo che il pianeta Terra era stato scelto come destinazione da parte degli Ingegneri e trova anche un Ingegnere vivo in stasi. A causa dell'ingestione del liquido nero Holloway inizia a sentirsi male e sapendo che la propria condizione comprometterebbe l'intero equipaggio si fa bruciare con un lanciafiamme da Vickers. Scoperto di essere incinta di una creatura non umana, Shaw utilizza una capsula chirurgica per estrarre il feto, che si rivela essere uno strano organismo simile ad un calamaro. La donna scopre dopo che lo stesso Peter Weyland ha viaggiato di nascosto nella Prometheus perché spera di poter ricevere dagli Ingegneri la vita eterna. Fifield ormai mutato dal liquido nero attacca e uccide diversi membri dell'equipaggio prima di essere ucciso. In seguito Weyland risveglia l'Ingegnere ed ordina all'androide David di comunicare con lui, che per tutta risposta gli strappa la testa a mani nude ed uccide Weyland e la sua squadra. Shaw riesce a fuggire dall'astronave aliena, mentre l'Ingegnere la riattiva e si prepara al decollo. Informato da Shaw che l'Ingegnere intende dirigersi verso la Terra per sterminare il genere umano Janek, il capitano del Prometheus, decide di sacrificarsi facendo schiantare la Prometheus contro l'astronave aliena. Sopravvissuto all'impatto, l'Ingegnere ha uno scontro con Shaw, la quale libera il feto alieno divenuto gigante, che immobilizza l'Ingegnere coi suoi tentacoli e gli si attacca al volto. David, ancora operativo, rivela a Shaw che esistono altre astronavi e che egli è in grado di pilotarle. | Prometheus                               |
| 2093 | 26 dicembre: Dall'astronave aliena precipitata sul pianeta LV-223 fuoriesce una grande quantità di liquido nero, il quale, con il passare del tempo, trasformerà la luna arida e desolata in un ecosistema florido. | [ 8 ]                                    |
| 2093 | Nel corso dell'anno muoiono Sean Fifield, Rafe Millburn, Charlie Holloway, J. Wallace, L. Taplow, V. Furdik, Kate Ford, B. Jackson, Peter Weyland, Idris Janek, Emun Chance, Benedict Ravel e Meredith Vickers. Tutti vittime degli eventi sulla luna LV-223. |                                          |
| 2094 | 1 gennaio: Shaw e l'androide David partono diretti verso il pianeta degli Ingegneri per chiedere loro perché vogliono annientare l'Umanità. All'interno delle rovine della Prometheus, una mostruosa creatura fuoriesce dal petto dell'Ingegnere | Prometheus                               |
| 2094 | Shaw ripara David ricollegando la testa al suo corpo dopodiché i due partono a bordo di un'astronave degli Ingegneri alla volta del pianeta natale degli Ingegneri. Poiché il viaggio si potrebbe preannunciare lungo, David mette Shaw in stato di ipersonno promettendo di svegliarla quando sarebbero giunti al pianeta. David trascorre il suo tempo da solo studiando gli Ingegneri ed imparando le loro usanze. | Alien: Covenant - Prologue: The Crossing |
| 2094 | Giunto sul pianeta degli Ingegneri, David stermina gli Ingegneri sganciando dall'astronave centinaia di urne contenenti il "black goo" sopra di una città da essi abitata. | Alien: Covenant - Prologue: The Crossing |
| 2094 | Dopo aver ucciso gli Ingegneri, David usa il loro pianeta per continuare i suoi esperimenti con il "black goo". Utilizzando per i suoi esperimenti delle vespe parassita native del pianeta, David crea gli Xenomorfi. Shaw, infettata da un Facehugger, muore e viene poi smembrata da David ed utilizzata per i suoi esperimenti. | [ 1 ] [ 9 ]                              |
| 2094 | 7 gennaio: Ripley è confinata in un impianto di quarantena lunare in seguito ad un'epidemia del virus XMB. | [ 10 ]                                   |
| 2094 | 10 maggio: Brett smette di lavorare per la E-Z-FLY Spacecraft Repair. | [ 10 ]                                   |
| 2094 | 15 maggio: Brett inizia a lavorare come specialista di hardware per la Solari Energy Corp di Osaka. | [ 10 ]                                   |
| 2095 | Viene iniziata la costruzione della stazione spaziale Sevastopol in orbita intorno al gigante gassoso KG-348. Il lavoro di costruzione è svolto dalla Lorenz SysTech e finanziato dal GeoFund Investor. | [ 11 ]                                   |
| 2095 | 21 dicembre: Brett termina di lavorare per la Solari Energy Corp. | [ 10 ]                                   |
| 2096 | 1 febbraio: Brett inizia a lavorare come pilota per la Ridton Corp. | [ 10 ]                                   |
| 2096 | 16 luglio: Brett viene licenziato dalla Ridton Corp per aver volato con veicoli da carico ad alta velocità attraverso la zona di guerra dell'Iranistan. | [ 10 ]                                   |
| 2096 | 18 luglio: Brett viene ricoverato al "Ridton Medical Facility" di Londra per essere curato dell'alcolismo di cui soffre. | [ 10 ]                                   |
| 2096 | 11 settembre: Kane inizia a frequentare la "Weatherly Private School". | [ 10 ]                                   |
| 2096 | 4 dicembre: Brett viene dimesso dal "Ridton Medical Facility". | [ 10 ]                                   |
| 2097 | 15 settembre: Brett inizia a frequentare la "Houston School of Astrophysics and Interstellar Engineering". | [ 10 ]                                   |
| 2098 | 20 gennaio: Nasce Catherine Foster. | [ 12 ]                                   |
| 2099 | La Weyland Corp acquista la Yutani Corporation, diventando la Weyland-Yutani Corporation. | [ 1 ]                                    |
| 2099 | 15 maggio: Dallas si diploma presso la " Mercerton Flight Academy". | [ 10 ]                                   |

### XXII secolo

#### Anni '00
| Anno     | Eventi | Note            |
| -------- | --- | --------------- |
| Ca. 2100 | Sul pianeta Thedus la Weyland-Yutani Corporation costruisce delle installazioni minerarie. |                 |
| Ca. 2100 | Viene costruito un porto spaziale sulle Isole Salomone. |                 |
| 2100     | 11 marzo: Dallas viene assegnato alla nave di salvataggio USCSS Snark come pilota/navigatore sotto il capitano Van Shuyten. | [ 10 ]          |
| 2100     | 23 maggio: Kane si diploma presso la "Weatherly Private School". | [ 10 ]          |
| 2100     | 14 settembre: Parker inizia a lavorare come meccanico per il team di corse ad alta velocità "Speedy Maxx". | [ 10 ]          |
| 2100     | 19 settembre: Kane inizia a frequentare la "Gunning Foss Military School". | [ 10 ]          |
| 2101     | Viene costruito l'incrociatore interstellare USCSS Nostromo. | [ 13 ]          |
| 2101     | Viene fondato il corpo dei Marines Coloniali. | [ 14 ]          |
| 2101     | 21 ottobre: Brett si laurea presso la "Houston School of Astrophysics and Interstellar Engineering". | [ 10 ]          |
| 2103     | 9 gennaio: Termina l'incarico di Dallas sulla nave di salvataggio USCSS Snark. | [ 10 ]          |
| 2103     | 23 gennaio: Dallas viene assegnato come pilota alla nave da carico militare UTX Ganymede, sotto il capitano Britten. | [ 10 ]          |
| 2104     | Vengono fondate le Americhe Unite. | [ 15 ]          |
| 2104     | L'astronave USCSS: Covenant atterra su un pianeta remoto situato ai confini estremi della galassia. Durante l'esplorazione del pianeta alcuni membri dell'equipaggio vengono infettati da spore. Una volta tornati sull'astronave da alcuni di essi fuoriescono creature aliene note come i Neomorfi. | Alien: Covenant |
| 2104     | 30 maggio: Kane si diploma presso la "Gunning Foss Military School". | [ 10 ]          |
| 2104     | 6 settembre: Kane inizia a frequentare la "Bryce-Watkins Medical University". | [ 10 ]          |
| 2104     | 6 ottobre: Parker lascia il lavoro per il team "Speedy Maxx" dopo una disputa circa il suo stipendio. | [ 10 ]          |
| 2105     | Viene completata la costruzione della stazione spaziale Sevastopol. | [ 16 ]          |
| 2105     | 9 gennaio: Parker entra nella "United Americas Outer Rim Defense Fleet" e viene messo di stanza a Skyfire Down. | [ 10 ]          |
| 2105     | 4 dicembre: Termina l'incarico di Dallas sulla UTX Ganymede. | [ 10 ]          |
| 2106     | Sul pianeta Torin Prime scoppia una guerra civile. | [ 10 ]          |
| 2106     | 1 giugno: Dallas è commissionato nella "United Americas Outer Rim Defense Fleet" col grado di tenente e viene mandato di stanza a Liberty Echo. | [ 10 ]          |
| 2106     | 12 giugno: Dallas viene assegnato come pilota alla nave UAS Leviathan sotto il maggiore Baines. | [ 10 ]          |
| 2107     | 14 giugno: Parker viene promosso caporale. | [ 10 ]          |
| 2107     | 1 agosto: Parker viene catturato dai ribelli J’har durante la guerra civile su Torin Prime e imprigionato nel Campo di concentramento GR-161. | [ 10 ]          |
| 2108     | Febbraio: Termina la guerra civile su Torin Prime. | [ 10 ]          |
| 2108     | 13 febbraio: Kane viene espulso dalla "Bryce-Watkins Medical University" per abuso di sostanze stupefacenti. | [ 10 ]          |
| 2108     | 17 febbraio: Termina l'incarico di Dallas sulla UAS Leviathan. | [ 10 ]          |
| 2108     | 21 febbraio: Parker evade dal Campo di concentramento GR-161. | [ 10 ]          |
| 2108     | 23 febbraio: Dallas viene promosso al grado di capitano e riceve la Sunburst Medal of Honour. | [ 10 ]          |
| 2108     | 1 marzo: Dallas è affidato al comando del veicolo spaziale per il trasporto di truppe UAS Archangel. | [ 10 ]          |
| 2108     | 14 luglio: Brett inizia a lavorare per la Weyland Yutani come aiuto ingegnere sulla nave per lo smaltimento dei rifiuti USCSS Corazon Oscuro, sotto il comando del capitano Speight. | [ 10 ]          |
| 2108     | 20 ottobre: Parker viene congedato con onore dalla UAORD. | [ 10 ]          |
| 2108     | 19 dicembre: Parker ritorna sulla Terra. | [ 10 ]          |
| 2109     | 5 settembre: Parker inizia a frequentare la "San Diego School of Astro-Engineering". | [ 10 ]          |
| 2109     | 16 settembre: Kane inizia a frequentare la "Wellington Academy" nel Suffolk. | [ 10 ]          |
| 2109     | 25 dicembre: Il veicolo spaziale UAS Archangel si schianta sul pianeta Thedus nel corso di una missione di pace. 15.293 persone (marines e i membri civili dell'equipaggio) perdono la vita nello schianto.                                                                                           | [ 10 ]          |

#### Anni '10
| Anno | Eventi | Note   |
| ---- | --- | ------ |
| 2110 | 3 gennaio: Dallas, capitano dell'astronave UAS Archangel, viene concedato dalla UAORD con disonore.                     | [ 10 ] |
| 2112 | 24 giugno: Nasce Amanda Ripley, figlia di Ellen Ripley.                                                                 | [ 17 ] |
| 2113 | 28 aprile: Dallas inizia a lavorare come contrabbandiere sull'astronave The Vider sotto il capitano Joshua.             | [ 10 ] |
| 2113 | 9 settembre: Dallas smette di fare il contrabbandiere .                                                                 | [ 10 ] |
| 2113 | 14 dicembre: Dallas inizia a lavorare al trasporto di materiali pericolosi per conto della Weyland-Yutani.              | [ 10 ] |
| 2114 | 4 maggio: Dallas termina di lavorare al trasporto di materiali pericolosi.                                              | [ 10 ] |
| 2114 | 21 luglio: Dallas acquista la nave da carico civile Tremolino ed inizia a trasportare merci per la Weyland-Yutani.      | [ 10 ] |
| 2116 | L'incrociatore interstellare USCSS Nostromo viene rimodernato e trasformato in un veicolo spaziale di tipo commerciale. | [ 13 ] |
| 2118 | La Weyland-Yutani fonda una colonia mineraria sul pianeta Fiorina "Fury" 161.                                           | [ 18 ] |
| 2119 | 7 dicembre: La nave da carico Tremolino viene dismessa.                                                                 | [ 10 ] |

#### Anni '20
| Anno | Eventi | Note          |
| ---- | --- | ------------- |
| 2120 | 3 gennaio: Lambert divorzia da Lordan Hessutt. | [ 10 ]        |
| 2120 | 4 gennaio: Dallas diventa capitano dell'astronave USCSS Nostromo. | [ 10 ]        |
| 2120 | 5 gennaio: Kane e Lambert sono assegnati alla USCSS Nostromo rispettivamente come ufficiale esecutivo e navigatore. | [ 10 ]        |
| 2120 | 7 gennaio: L'USCSS Nostromo lascia la Terra diretto sul pianeta Thedus. |               |
| 2120 | 12 luglio: Ripley termina il suo incarico a bordo della USCSS Sotillo. | [ 10 ]        |
| 2120 | 10 agosto: Ripley viene assegnata alla USCSS Nostromo, in rotta per Thedus, come Warrant Officer. | [ 10 ]        |
| 2120 | 1 settembre: Parker e Brett terminano il loro incarico a bordo della USCSS Nonnabo. | [ 10 ]        |
| 2120 | 10 settembre: Parker e Brett entrano a far parte dell'equipaggio della USCSS Nostromo, in rotta per Thedus, rispettivamente come ingegnere capo e ingegnere tecnico. | [ 10 ]        |
| 2121 | 12 giugno: Il veicolo spaziale di tipo commerciale Nostromo parte dal pianeta Thedus in rotta verso la Terra. | [ 19 ] [ 20 ] |
| 2121 | Nasce Harold Andrews, futuro soprintendente della colonia penale su Fiorina 161. | [ 21 ]        |
| 2122 | 3 giugno: Mentre sta facendo ritorno sulla Terra, l'astronave USCSS Nostromo intercetta un misterioso segnale di soccorso proveniente dal pianeta LV-426. L'equipaggio della Nostromo giunge sul pianeta e scopre che il segnale proviene da un enorme relitto alieno. Un membro dell'equipaggio, Gilbert Kane, viene attaccato da un Facehugger. | Alien         |
| 2122 | 4 giugno: Dal corpo di Kane fuoriesce un mostruoso alieno, lo Xenomorfo, che inizia a decimare l'equipaggio della nave. L'astronave Nostromo viene distrutta e la creatura eliminata da Ellen Ripley, unica sopravvissuta dell'equipaggio, la quale poi entra in sonno criogenico e riprende la rotta verso la Terra.                             | Alien         |
| 2122 | Nel corso dell'anno muoiono Gilbert Kane, Samuel Brett, Arthur Dallas, Dennis Parker e Joan Lambert. Tutti vittime degli eventi a bordo della Nostromo. |               |
| 2124 | La stazione spaziale Sevastopol viene acquistata dalla Seegson Corporation. | [ 11 ]        |
| 2127 | Una colonia penale di massima sicurezza viene aperta sul pianeta Fiorina "Fury" 161. | [ 18 ]        |
| 2127 | 5 maggio: A New York nasce Michael Bishop. | [ 22 ]        |
| 2128 | 10 ottobre: A Redditch, nel Regno Unito, nasce Johnathan Clemens. | [ 21 ]        |
| 2129 | Nasce Thomas A. W. "Tommy" Spears. |               |

#### Anni '30
| Anno | Eventi | Note             |
| ---- | --- | ---------------- |
| 2130 | Inizia la costruzione della "Stazione Gateway". | [ 23 ]           |
| 2137 | 2 settembre: A Detroit, in Michigan, nasce Al Apone. | [ 24 ]           |
| 2137 | 11 novembre: Henry Marlow giunge alla Stazione spaziale Sevastopol a bordo della nave di salvataggi Anesidora in cerca di aiuto medico per la moglie, Catherine Foster, che è stata attaccata da un Facehugger. | Alien: Isolation |
| 2137 | 14 novembre: Un Chestburster fuoriesce da Catherine Foster, uccidendola. Waits e la sua squadra comincia la caccia alla creatura. L'alieno inizia ad uccidere persone e la Seegson Corporation mette in vendita la stazione sperando che sia acquistata da qualcuno prima che si sappia quello che sta avvenendo su di essa. | Alien: Isolation |
| 2137 | 21 novembre: La Weyland-Yutani acquista Sevastopol ed invia ad APOLLO, il programma centrale di controllo di Sevastopol, nuove direttive incluso l'Ordine Speciale 939. | Alien: Isolation |
| 2137 | 11 dicembre: L'astronave USCSS Torrens con a bordo Amanda Ripley, Christopher Samuels e Nina Taylor giunge a Sevastopol dove essi hanno il compito di recuperare la scatola nera della Nostromo. Amanda lavora con Waits per intrappolare lo Xenomorfo in una zona della stazione che può costituire un modulo a sé per poi espellerlo dalla stazione e scaraventarlo sul gigante gassoso KG348. Il piano ha successo e l'alieno viene eliminato ma nel reatore centrale di Sevastopol la donna scopre un grandissimo nido costruito dagli alieni. Amanda attiva una sequenza del reattore per distruggere il nido, ma alcuni alieni riescono a fuggire in tempo, disperdendosi nella stazione. La donna scopre poi che Taylor era in missione per recuperare l'alieno per conto della Weyland-Yutani, e che ha liberato Marlow per farsi dire la posizione del planetoide LV-426, dove era stata recuperata la scatola nera del Nostromo e trovato il nido alieno. Marlow prende in ostaggio Taylor e si reca verso l'Anesidora intenzionato a far esplodere il reattore nucleare a fusione della nave per distruggere Sevastopol e far sì che gli Xenomorfi non vengano mai a contatto con l'umanità. Taylor riesce ad ucciderlo ma non prima che lui abbia avuto il tempo di avviare la sequenza di distruzione. Amanda cerca di bloccare l'esplosione senza però riuscirci e, mentre Taylor viene uccisa da un sovraccarico elettrico, scappa poco prima che la nave esploda. Mentre Sevastopol inizia a precipitare verso il gigante gassoso KG348, Amanda riesce a raggiungere la Torrens dove si scontra con uno Xenomorfo che è riuscito a salire a bordo. Nello scontro sia lei che l'alieno finiscono alla deriva nello spazio. | Alien: Isolation |
| 2138 | A Baltimora, nel Maryland, nasce Leonard Dillon. | [ 21 ]           |

#### Anni '40
| Anno | Eventi | Note           |
| ---- | --- | -------------- |
| 2142 | Lo xenomorfo incontrato dall'equipaggio della Nostromo viene localizzato dalla Weyland-Yutani e trasportato nella stazione spaziale Renaissance, dove gli viene estratto il DNA allo scopo di conferire ai futuri coloni interplanetari una superiore resistenza biologica negli ambienti ostili. | Alien: Romulus |
| 2144 | A Burbank, in California, nasce Russ Jorden. |                |
| 2145 | Ad Austin, in Texas, nasce Mark Drake. | [ 24 ]         |
| 2145 | Nasce Walter Golic. | [ 25 ]         |
| 2146 | Nasce Anne Ridley, futura signora Jorden e madre di Newt. |                |
| 2146 | Jasper Watson, sedicenne, mente circa la sua età e si iscrive al corpo dei Marines Coloniali. |                |
| 2147 | Nasce Trevor Wierzbowski. | [ 26 ]         |
| 2149 | 17 maggio: A Fort Worth, in Texas, nasce William L. Hudson. | [ 27 ]         |

#### Anni '50
| Anno        | Eventi | Note                      |
| ----------- | --- | ------------------------- |
| 2150        | 30 marzo: A New York nasce Carter J. Burke. | [ 28 ]                    |
| 2151        | 13 febbraio: Nasce Tim Crowe. | [ 29 ]                    |
| 2151        | 31 luglio: Ad Alliston, in Alabama nasce Dwayne Hicks. | [ 26 ]                    |
| 2152        | 25 aprile: A Montréal, in Canada, nasce Daniel Spunkmeyer. | [ 29 ]                    |
| 2153        | A Los Angeles, California, nasce Jenette Vasquez. | [ 24 ]                    |
| 2153        | Nasce Ricco Frost. | [ 29 ]                    |
| 2154        | Nasce Cynthia Dietrich. | [ 24 ]                    |
| 2157        | Sull'LV-426 viene fondata la colonia di Hadley's Hope. |                           |
| 2157 / 2158 | Eric Buggy rapisce ed uccide sei ragazze adolescenti. |                           |
| 2158        | Due satelliti di Giove, Io e Callisto, vengono colonizzati dall'uomo. | [ 30 ] [ 31 ]             |
| 2158        | Su Callisto una squadra cinese scopre l'esistenza di un grande mare sotterraneo, brulicante di vita precedentemente non documentata. | [ 31 ]                    |
| 2158        | Il serial killer Eric Buggy viene arrestato e condannato alla carcerazione a vita da passare nella colonia penale su Fiorina 161. | [ 32 ]                    |
| 2159        | La squadra mineraria dall'astronave DSMO Marion scopre la presenza di Xenomorfi e di un relitto alieno nelle profondità del sottosuolo del pianeta LV-178. Un incidente causato dagli alieni a bordo dell'astronave lascia la nave bloccata ed in procinto di precipitare sul pianeta. La richiesta d'aiuto della Marion viene captata dalla Narcissus la navetta usata da Ellen Ripley per fuggire dalla Nostromo che si trova sotto il controllo di Ash, il quale prima della sua distruzione sulla Nostromo ha caricato la sua coscienza AI nel sistema centrale della navetta. Appreso che sulla Marion si trovano degli Xenomorfi, Ash reindirizza la Narcissus verso la Marion. Ripley ed i superstiti dell'equipaggio si ritrovano a dover combattere con numerosi Xenomorfi sul pianeta LV-178. Dallo scontro si salveranno solamente Ripley e Chris "Hoop" Hooper, il quale dopo aver cancellato la memoria a Ripley ed eliminata la presenza di Ash nel computer della Narcissus, farà ripartire la Narcissus con Ripley e il gatto Jones intenti a dormire il sonno criogenico prima di lasciare il pianeta anch'egli a bordo di una navetta. | Alien: Out of the Shadows |

#### Anni '60
| Anno | Eventi | Note   |
| ---- | --- | ------ |
| 2161 | Rains fa parte di un gruppo che, durante un'effrazione, uccide una famiglia di cinque persone. |        |
| 2165 | Ha luogo la campagna Tientsin sul pianeta Tientsin nel mezzo di un conflitto tra le Americhe Unite e un altro governo interstellare. |        |
| 2168 | Undici persone rimaste ferite in un'esplosione perdono la vita per un'imprudenza del dottor Jonathan Clemens, che sotto l'effetto di farmaci, prescrive loro una dose sbagliata di antidolorifici. Clemens viene condannato a scontare 7 anni di detenzione nella prigione di massima sicurezza sul pianeta Fiorina 161. | [ 33 ] |
| 2169 | Hudson si arruola nel corpo dei Marines Coloniali. | [ 34 ] |
| 2169 | Inizia la costruzione dell'U.S.S. Sulaco. |        |

#### Anni '70
| Anno | Eventi | Note                                      |
| ---- | --- | ----------------------------------------- |
| 2171 | La Weyland-Yutani presenta il modello di androide Bishop. |                                           |
| 2171 | Nella colonia di Hadley's Hope, sulla luna LV-426, nasce Tim "Timmy" Jorden. |                                           |
| 2172 | Jenette Vasquez e Mark Drake, incarcerati per omicidio, vengono arruolati nei Marines Coloniali, come parte del Service or Jail Act al fine di evitare ulteriori detenzioni. | [ 24 ]                                    |
| 2173 | 15 marzo: Ad Hadley's Hope, sull'LV-426, nasce Rebecca "Newt" Jorden. | [ 35 ]                                    |
| 2174 | Dillon e gli altri detenuti della colonia penale del pianeta Fiorina "Fury" 161 si convertono ad una religione cristiana di tipo apocalittica e fondamentalista. |                                           |
| 2175 | La Weyland-Yutani chiude la colonia penale del pianeta Fiorina "Fury" 161. I detenuti vengono trasportati in altra sede ma un piccolo numero di essi desidera continuare a restare nella struttura e vengono autorizzati a farlo sotto la supervisione di tre custodi. | [ 18 ] [ 36 ]                             |
| 2178 | 23 dicembre: Amanda Ripley muore per un tumore. | [ 37 ]                                    |
| 2178 | Dicembre: Dopo essere stata cremata, le ceneri di Amanda Ripley vengono sepolte nel "Westlake Repository" a Little Chute, nel Wisconsin. | [ 37 ]                                    |
| 2179 | 16 maggio: La navetta Narcissus con a bordo Ellen Ripley e il gatto Jones viene recuperata dopo aver vagato nello spazio per 57 anni. | Aliens - Scontro finale                   |
| 2179 | 8 giugno: Ripley viene portata nella "Stazione Gateway" e ricoverata nel locale ospedale. | Aliens - Scontro finale                   |
| 2179 | 12 giugno: Ripley viene dimessa dall'ospedale e costretta a comparire davanti ad una commissione d'inchiesta da parte della Weyland-Yutani. Il racconto di Ripley sulla presenza a bordo della Nostromo di una creatura aliena non viene creduto e alla donna viene revocato lo status di volo e tenuta sotto stretta osservazione a bordo della "Gateway". | Aliens - Scontro finale                   |
| 2179 | 12 giugno: Al termine dell'inchiesta Carter Burke contatta i coloni di Hadley's Hope sull'LV-426 e ordina loro di indagare sulla presenza di un relitto alieno. | [ 38 ]                                    |
| 2179 | 19 giugno: Russ ed Ann Jorden sono inviati alla ricerca del relitto alieno. Portano con sé i loro due figli, Timmy e Newt. |                                           |
| 2179 | 22 giugno: Russ ed Anne Jorden scoprono il relitto e prima che possano esplorarlo Russ viene attaccato da un Facehugger. | Aliens - Scontro finale                   |
| 2179 | 23 giugno: Un Chestburster fuoriesce da Russ Jorden uccidendolo brutalmente sotto gli occhi della moglie e dei figli, che segretamente lo stanno osservando dai condotti di aerazione. | [ 39 ]                                    |
| 2179 | 23 giugno: Un Chestburster fuoriesce da Russ Jorden uccidendolo brutalmente sotto gli occhi della moglie e dei figli, che segretamente lo stanno osservando dai condotti di aerazione. | Aliens: Newt's Tale                       |
| 2179 | Tra il 23 e il 26 giugno: La creatura, insieme agli Xenomorfi nati dai membri di una seconda squadra di investigazione inviata nel luogo del relitto, inizia a rapire molti coloni e li porta nella centrale atmosferica dove gli xenomorfi si sono costruiti un nido. Gli xenomorfi attaccano in massa la colonia Hadley's Hope. I coloni sopravvissuti, compresi Anne, Timmy e Newt Jorden, si nascondono in una stanza sotterranea. |                                           |
| 2179 | 26 giugno: Gli Xenomorfi penetrano nella stanza sotterranea e fanno strage dei coloni sopravvissuti. Anne Jorden viene uccisa mentre Newt e Timmi tentano la fuga tramite i condotti dell'aria. Timmy uccide lo xenomorfo che ha ucciso la madre sparandogli con una pistola, ma rimane anch'esso ucciso da un getto di acido che lo colpisce in faccia. |                                           |
| 2179 | 3 luglio: Tutti i contatti con la colonia di Hadley's Hope si interrompono. | Aliens - Scontro finale                   |
| 2179 | Tra il 3 e il 6 luglio: Burke fa visita a Ripley e le rivela che i contatti con la colonia si sono interrotti da giorni e le propone di recarsi sul pianeta con una squadra di Marines Coloniali per indagare sull'accaduto. | Aliens - Scontro finale                   |
| 2179 | 6 luglio: Dopo l'ennesima notte di incubi Ripley contatta Burke e accetta di partire con lui ed una squadra di Marines Coloniali alla volta dell'LV-426 per indagare sulla fine dei contatti della colonia di Hadley's Hope. | Aliens - Scontro finale                   |
| 2179 | 26 luglio: Gli ultimi coloni di Hadley's Hope vengono catturati dagli Xenomorfi. | [ 40 ]                                    |
| 2179 | 27 luglio: L'astronave USS Sulaco arriva sul pianeta LV-426. Entrati nell'edificio principale della colonia, i marines scoprono che gli xenomorfi ne hanno fatto la loro dimora e che i coloni sono tutti là dentro, intrappolati da bozzoli. Decine di xenomorfi presenti nel nido attaccano i marines. Della squadra si salvano solo Hicks, Vasquez e Hudson. I superstiti decidono di distruggere l'intera colonia nuclearizzandola nonostante il parere contrario di Burke. A bordo della navetta di trasporto che sta giungendo a prenderli, uno xenomorfo, infiltratosi nella nave, uccide i piloti e fa schiantare la navetta contro il mezzo blindato. I superstiti recuperano dai rottami le armi ancora utilizzabili e si rinchiudono nella struttura per ripararsi dagli xenomorfi. | Aliens - Scontro finale                   |
| 2179 | 27 luglio: L'astronave USS Sulaco arriva sul pianeta LV-426. Entrati nell'edificio principale della colonia, i marines scoprono che gli xenomorfi ne hanno fatto la loro dimora e che i coloni sono tutti là dentro, intrappolati da bozzoli. Decine di xenomorfi presenti nel nido attaccano i marines. Della squadra si salvano solo Hicks, Vasquez e Hudson. I superstiti decidono di distruggere l'intera colonia nuclearizzandola nonostante il parere contrario di Burke. A bordo della navetta di trasporto che sta giungendo a prenderli, uno xenomorfo, infiltratosi nella nave, uccide i piloti e fa schiantare la navetta contro il mezzo blindato. I superstiti recuperano dai rottami le armi ancora utilizzabili e si rinchiudono nella struttura per ripararsi dagli xenomorfi. | Aliens: Newt's Tale                       |
| 2179 | 27 luglio: L'astronave USS Sulaco arriva sul pianeta LV-426. Entrati nell'edificio principale della colonia, i marines scoprono che gli xenomorfi ne hanno fatto la loro dimora e che i coloni sono tutti là dentro, intrappolati da bozzoli. Decine di xenomorfi presenti nel nido attaccano i marines. Della squadra si salvano solo Hicks, Vasquez e Hudson. I superstiti decidono di distruggere l'intera colonia nuclearizzandola nonostante il parere contrario di Burke. A bordo della navetta di trasporto che sta giungendo a prenderli, uno xenomorfo, infiltratosi nella nave, uccide i piloti e fa schiantare la navetta contro il mezzo blindato. I superstiti recuperano dai rottami le armi ancora utilizzabili e si rinchiudono nella struttura per ripararsi dagli xenomorfi. | [ 41 ]                                    |
| 2179 | 28 luglio: Ripley ha una discussione con Burke nella quale accusa l'uomo di essere responsabile per la morte dei coloni. Viene inoltre scoperto che gli impianti di raffreddamento del reattore termonucleare della colonia sono stati danneggiati e che il reattore della colonia esploderà nel giro di poche ore. L'androide tenta di riallineare la parabolica della base alla Sulaco, operando manualmente, per richiamare dall'astronave una seconda scialuppa. Le vere intenzioni di Burke vengono smascherate quando egli cerca di contrabbandare esemplari di Facehugger dal pianeta. Gli xenomorfi uccidono tutti tranne Ripley, Hicks e Newt. Quest'ultima viene rapita dagli xenomorfi e Ripley si reca al nido per salvarla. Nel nido degli xenomorfi Ripley salva Newt e brucia l'intera covata di uova della Regina Xenomorfa. Ripley e Newt raggiungono la piattaforma di atterraggio e vengono tratte in salvo da Bishop appena pochi secondi prima che il complesso esploda in aria. Una volta sulla Sulaco Bishop viene improvvisamente trapassato e spezzato in due dalla coda della Regina, che si era aggrappata alla navetta durante il decollo dalla piattaforma raggiungendo anch'essa la Sulaco. Ripley ingaggia una lotta con la Regina impiegando un esoscheletro. Dopo un durissimo scontro Ripley ha la meglio riuscendo ad espellere la Regina Xenomorfa nello spazio tramite il portellone principale. Infine, tutti i superstiti si coricano a loro volta nelle loro capsule criogeniche. | Aliens - Scontro finale                   |
| 2179 | 28 luglio: Ripley ha una discussione con Burke nella quale accusa l'uomo di essere responsabile per la morte dei coloni. Viene inoltre scoperto che gli impianti di raffreddamento del reattore termonucleare della colonia sono stati danneggiati e che il reattore della colonia esploderà nel giro di poche ore. L'androide tenta di riallineare la parabolica della base alla Sulaco, operando manualmente, per richiamare dall'astronave una seconda scialuppa. Le vere intenzioni di Burke vengono smascherate quando egli cerca di contrabbandare esemplari di Facehugger dal pianeta. Gli xenomorfi uccidono tutti tranne Ripley, Hicks e Newt. Quest'ultima viene rapita dagli xenomorfi e Ripley si reca al nido per salvarla. Nel nido degli xenomorfi Ripley salva Newt e brucia l'intera covata di uova della Regina Xenomorfa. Ripley e Newt raggiungono la piattaforma di atterraggio e vengono tratte in salvo da Bishop appena pochi secondi prima che il complesso esploda in aria. Una volta sulla Sulaco Bishop viene improvvisamente trapassato e spezzato in due dalla coda della Regina, che si era aggrappata alla navetta durante il decollo dalla piattaforma raggiungendo anch'essa la Sulaco. Ripley ingaggia una lotta con la Regina impiegando un esoscheletro. Dopo un durissimo scontro Ripley ha la meglio riuscendo ad espellere la Regina Xenomorfa nello spazio tramite il portellone principale. Infine, tutti i superstiti si coricano a loro volta nelle loro capsule criogeniche. | Aliens: Newt's Tale                       |
| 2179 | 28 luglio: Ripley ha una discussione con Burke nella quale accusa l'uomo di essere responsabile per la morte dei coloni. Viene inoltre scoperto che gli impianti di raffreddamento del reattore termonucleare della colonia sono stati danneggiati e che il reattore della colonia esploderà nel giro di poche ore. L'androide tenta di riallineare la parabolica della base alla Sulaco, operando manualmente, per richiamare dall'astronave una seconda scialuppa. Le vere intenzioni di Burke vengono smascherate quando egli cerca di contrabbandare esemplari di Facehugger dal pianeta. Gli xenomorfi uccidono tutti tranne Ripley, Hicks e Newt. Quest'ultima viene rapita dagli xenomorfi e Ripley si reca al nido per salvarla. Nel nido degli xenomorfi Ripley salva Newt e brucia l'intera covata di uova della Regina Xenomorfa. Ripley e Newt raggiungono la piattaforma di atterraggio e vengono tratte in salvo da Bishop appena pochi secondi prima che il complesso esploda in aria. Una volta sulla Sulaco Bishop viene improvvisamente trapassato e spezzato in due dalla coda della Regina, che si era aggrappata alla navetta durante il decollo dalla piattaforma raggiungendo anch'essa la Sulaco. Ripley ingaggia una lotta con la Regina impiegando un esoscheletro. Dopo un durissimo scontro Ripley ha la meglio riuscendo ad espellere la Regina Xenomorfa nello spazio tramite il portellone principale. Infine, tutti i superstiti si coricano a loro volta nelle loro capsule criogeniche. | [ 41 ]                                    |
| 2179 | 8 agosto: Mentre Hicks viene svegliato dal sonno criogenico da Samwell Stone e Turk, il "Weyland-Yutani PMC", personale militare privato della Weyland-Yutani, riesce ad entrare illegalmente a bordo della Sulaco. Durante la lotta che avviene tra di loro, uno dei militari rinchiude Turk al posto di Hicks nella sua capsula criogenica. Poi un proiettile proveniente dalla mitraglietta di un altro militare ferisce un Facehugger che si era attaccato al volto di Ripley. Il sangue acido dell'alieno cade sul pavimento e provoca un incendio. Il modulo di salvataggio Type 337 EEV contenente le capsule criogeniche viene espulso dall'astronave. | Aliens: Colonial Marines                  |
| 2179 | 8 agosto: Da un uovo nascosto a bordo della Sulaco fuoriesce un Facehugger che, nel tentativo di fecondare Newt provoca un incendio a bordo. Il Facehugger riesce poi a fecondare Ripley prima che il computer di bordo faccia espellere un modulo di salvataggio (EEV) contenenti le capsule criogeniche. | [ 43 ]                                    |
| 2179 | 8 agosto: Da un uovo nascosto a bordo della Sulaco fuoriesce un Facehugger che, nel tentativo di fecondare Newt provoca un incendio a bordo. Il Facehugger riesce poi a fecondare Ripley prima che il computer di bordo faccia espellere un modulo di salvataggio (EEV) contenenti le capsule criogeniche. | Alien³                                    |
| 2179 | 9 agosto: La navetta EEV si schianta sul pianeta Fiorina "Fury" 16 e nell'impatto Newt e Hicks (o Turk) muoiono. Il Facehugger feconda anche Spike, il cane di uno dei detenuti della colonia penale presente sul pianeta. Mentre i corpi di Newt e Hicks vengono cremati, uno xenomorfo quadrupede estremamente feroce e letale fuoriesce da Spike. |                                           |
| 2179 | 10 agosto: I prigionieri della colonia penale iniziano ad essere attaccati ed uccisi dall'alieno. Convinta che un alieno sia responsabili delle varie uccisioni, Ripley recupera l'androide Bishop, il quale una volta riattivato e collegatosi al computer di bordo della navetta, rivela a Ripley che un uovo alieno si trovava nella navetta e che gli eventi accaduti sulla USS Sulaco, durante il viaggio di ritorno, erano stati monitorati dalla Compagnia Weyland-Yutani. Dopo aver scollegato per sempre Bishop, Ripley viene quasi aggredita dallo xenomorfo, il quale avendo capito che essa conteneva dentro di sé una regina, la lascia in vita. |                                           |
| 2179 | 11 agosto: Scoperto di essere stata fecondata durante l'ibernazione nella capsula criogenica sul modulo di salvataggio e di portare dentro di sé una regina xenomorfa, Ripley non si dà per vinta ed insieme ai prigionieri tenta con vari stratagemmi di imprigionare ed uccidere lo xenomorfo. Una volta eliminato l'alieno nella fonderia della colonia, giungono sul pianeta alcuni membri del personale della compagnia, tra cui il dottor Michael Bishop, costruttore dell'androide omonimo. Bishop tenta di convincere Ripley ad andare con loro rassicurandola che la Compagnia intende rimuovere l'embrione xenomorfo situato dentro di lei per eliminarlo. Capito che l'intento della Compagnia non è affatto quello di salvarla ma di usare lo xenomorfo per scopi militari, Ripley decide di sacrificarsi gettandosi nella fornace ardente portando con sé la mostruosa creatura aliena. La colonia penale, senza più nessun prigioniero (tranne Morse, che viene portato via dalla compagnia), viene chiusa e smantellata. |                                           |
| 2179 | 11 agosto: Hicks e Stone arrivano sul pianeta Fiorina 161 dove assistono impotenti al sacrificio di Ripley. Entrambi vengono poi arrestati dal "Weyland-Yutani Commandos" e condotti a bordo della Resolute dove vengono interrogati da Michael Weyland (Michael Bishop). | [ 42 ]                                    |
| 2179 | Tra l'11 agosto e il 9 ottobre: Stone viene giustiziato. | [ 42 ]                                    |
| 2179 | 5 settembre: La Weyland-Yutani apprende della morte di Carter Burke. | Aliens: Colonial Marines Technical Manual |
| 2179 | 11 settembre: La Weyland-Yutani invia una squadra di estrazione a bordo della Shinyo Maru per compiere ricerche sul relitto alieno presente sull'LV-426. | Aliens: Colonial Marines Technical Manual |
| 2179 | 15 settembre: L'equipaggio della Shinyo Maru scopre il relitto alieno e recupera due uova per la Divisione Scienza della Weyland-Yutani. | Aliens: Colonial Marines Technical Manual |
| 2179 | (23) novembre: L'astronave USS Sephora trova la USS Sulaco inaspettatamente in orbita intorno alla luna LV-426 invece che intorno al pianeta Fiorina "Fury" 161 dove è stata vista l'ultima volta. Entrati a bordo per indagare i Marines scoprono che la nave è infestata da centinaia di Xenomorfi e molti essi vengono immediatamente uccisi. Alcuni mercenari, pagati dalla Weyland-Yutani, di colpo attaccano i Marines e prendono il controllo della Sephora, che inizia a bombardare la Sulaco. Costretti ad evacuare la nave i Marines atterrano sulla luna nei pressi dell'ormai disabitata colonia di Hadley's Hope, ancora popolata di Xenomorfi. | Aliens: Colonial Marines                  |

#### Anni '80
| Anno | Eventi | Note   |
| ---- | --- | ------ |
| 2183 | Robert Morse, ex carcerato della colonia penale su Fiorina 161, scrive il libro Space Beast sulla sua esperienza contro lo Xenomorfo. A causa della sua natura sensibile, il libro viene presto vietato. | [ 46 ] |
| 2183 | Robert Morse, ex carcerato della colonia penale su Fiorina 161, scrive il libro Space Beast sulla sua esperienza contro lo Xenomorfo. A causa della sua natura sensibile, il libro viene presto vietato. | [ 47 ] |

#### Anni '90
| Anno | Eventi                                                                | Note   |
| ---- | --------------------------------------------------------------------- | ------ |
| 2194 | Michael Bishop muore in seguito alle complicazioni per un'operazione. | [ 22 ] |

### XXIII secolo

#### Anni '00
| Anno | Eventi | Note   |
| ---- | --- | ------ |
| 2202 | Vengono fondati i Sistemi Uniti dalla fusione delle Americhe Unite, Europa/Regno Unito, Cina, Heelal Yo e quattro colonie indipendenti del sistema centrale. | [ 48 ] |
| 2208 | Muore Robert Morse. | [ 25 ] |

#### Anni '20
| Anno | Eventi                                                                 | Note   |
| ---- | ---------------------------------------------------------------------- | ------ |
| 2226 | Viene fondato l'United Systems Military, l'esercito dei Sistemi Uniti. | [ 48 ] |

### XXIV secolo

#### Anni '20
| Anno | Eventi              | Note   |
| ---- | ------------------- | ------ |
| 2325 | Nasce Martin Perez. | [ 49 ] |

#### Anni '30
| Anno | Eventi            | Note   |
| ---- | ----------------- | ------ |
| 2330 | Nasce Mason Wren. | [ 49 ] |
| 2335 | Nasce Ron Johner. | [ 50 ] |

#### Anni '40
| Anno | Eventi                                                 | Note   |
| ---- | ------------------------------------------------------ | ------ |
| 2340 | Nasce Dom Vriess.                                      | [ 50 ] |
| 2344 | Nasce Frank Elgyn.                                     | [ 50 ] |
| 2346 | Nasce Gary Christie.                                   | [ 50 ] |
| 2347 | Nasce Sabra Hillard.                                   | [ 50 ] |
| 2349 | Le megacorporazioni vengono bandite dai Sistemi Uniti. |        |

#### Anni '50
| Anno | Eventi | Note   |
| ---- | --- | ------ |
| 2350 | All'età di dieci anni, Dom Vriess viene assunto come ingegnere tecnico presso un cantiere navale dell'United Systems Military.                                          | [ 50 ] |
| 2352 | La Weyland-Yutani perde il suo ricorso presentato contro il divieto di esistenza delle megacorporazioni. L'azienda cessa formalmente ogni tipo di attività commerciale. | [ 23 ] |
| 2356 | L'United Systems Military recupera alcuni campioni del sangue di Ellen Ripley dall'ormai chiusa colonia penale su Fiorina 161.                                          | [ 51 ] |
| 2358 | Dom Vriess viene licenziato dal suo posto di lavoro presso il cantiere navale dell'United Systems Military perché incapace di restare sobrio sul lavoro.                | [ 50 ] |

#### Anni '70
| Anno | Eventi | Note   |
| ---- | --- | ------ |
| 2374 | L'astronave Almayer's Folly viene rubata da Frank Elgyn e la sua banda e viene rinominata Betty.                    |        |
| 2375 | Dom Vriess entra a far parte dell'equipaggio della Betty come capo meccanico.                                       | [ 50 ] |
| 2377 | L'equipaggio della Betty compie un'operazione sul pianeta Kawlang. Dom Vriess rimane paralizzato dalla vita in giù. | [ 50 ] |
| 2378 | Viene distribuito l'auton Annalee Call.                                                                             | [ 50 ] |

#### Anni '80
| Anno | Eventi | Note                  |
| ---- | --- | --------------------- |
| 2381 | Dopo anni di esperimenti senza successo, Ellen Ripley viene clonata a bordo dell'astronave USM Auriga e le viene estratto il Chestburster della Regina Xenomorfa. L'astronave Betty attracca sull'Auriga con un carico di contrabbando di uomini tenuti in stato criogenico, i quali servono agli scienziati per essere usati come ospiti per gli Xenomorfi. Da essi nascono numerose creature, le quali riescono a liberarsi dallo stato di prigionia in cui sono tenute e cominciano ad uccidere l'equipaggio della nave. Ripley, insieme all'equipaggio della Betty deve raggiungere la nave dei contrabbandieri e far schiantare l'Auriga contro l'atmosfera prima che essa riesca a tornare sulla Terra col suo carico di Xenomorfi. Gran parte del gruppo viene però decimato dalle creature aliene. In seguito, Ripley si ritrova faccia a faccia con la regina che essa stessa portava in corpo, la quale avendo subito delle mutazioni in fase di clonazione "partorisce" un mostruoso e letale ibrido umano-alien. Quest'ultimo si rivolta contro la genitrice, riconoscendo Ripley come la propria madre. Il gruppo riesce infine a raggiungere la Betty e mentre l'Auriga esplode, nella stiva della navicella si conclude lo scontro con l'ibrido, salito a bordo di nascosto, in cui Ripley lo elimina. La Betty poi raggiunge finalmente il pianeta Terra. | Alien - La clonazione |
| 2381 | Nel corso dell'anno muoiono il dottor Brian Clauss, Olsen, il generale Martin Perez, il dottor Dan Sprague, Trish Fontaine, Frank Elgyn, Sabra Hillard, Gary Christie, il dottor Jonathan Gediman, Larry Purvis, il dottor Mason Wren e Vincent Distephano. Tutti vittime degli eventi a bordo della USM Auriga. |                       |
| 2381 | La USM Auriga precipita sulla Terra, in Francia, provocando numerosi danni ambientali in tutta Europa. | [ 52 ]                |

### XXV secolo
| Anno | Eventi | Note                  |
| ---- | --- | --------------------- |
| 2496 | Le operazioni di terraformazione di New Galveston incorrono in diversi problemi quando il paesaggio già coltivato ritorna un deserto a causa dei veleni e delle tossine presenti nel terreno. | Alien: Sea of Sorrows |
| 2496 | Alan Decker rimane seriamente ferito in un incidente su New Galveston e viene mandato a casa sulla Terra per rimettersi in forze.                                                             | Alien: Sea of Sorrows |
| 2497 | La Weyland-Yutani lancia un'operazione per catturare un esemplare vivo di Xenomorfo da New Galveston.                                                                                         | Alien: Sea of Sorrows |